# بازسازی خواهی در یهودیت
بازسازی خواهی در یهودیت (به انگلیسی: Reconstructionist Judaism) نظریه ایست که توسط مرخای کاپلان و دامادش ارا اسنستین  دو ربی یهودی در دهه ۱۹۳۰ مطرح گردید بر اساس این نظریه مذهب یهود را باید به عنوان یک تمدن رو به پیشرفت انگاشت. این نظریه از دیدگاه محافظه کارانه در یهودیت منشعب شده‌است و طی سال‌های ۱۹۳۰ تا ۱۹۴۰ توسعه یافت و در ۱۹۶۸ مدرسه خاخامی را تأسیس کرد.